# Interview (2007)
Interview ist ein US-amerikanisches Filmdrama aus dem Jahr 2007. Regie führte Steve Buscemi, der auch eine der Hauptrollen spielte und gemeinsam mit David Schechter das Drehbuch schrieb. Der Film ist eine Neuverfilmung des 2003 gedrehten gleichnamigen Films von Theo van Gogh.

## Handlung
Der Reporter Pierre Peders wird mit der Durchführung eines Interviews mit der aus Fernsehshows bekannten Schauspielerin Katya beauftragt, was er als eine minderwertige Aufgabe ansieht. Er ist politischer Journalist und berichtete bereits von zahlreichen Kriegsschauplätzen.
Peders trifft Katya in einem Restaurant in Manhattan. Es kommt zum Streit: Katya wirft Pierre vor, nicht professionell zu arbeiten, da er sich nicht auf das Interview vorbereitet hat. Er kennt keinen ihrer Filme, und auch über sie selbst weiß er nichts. Katya verlässt das Restaurant. Pierre geht ebenfalls und steigt in ein Taxi. Weil der Taxifahrer durch Katya abgelenkt ist, kommt es zu einem Auffahrunfall, bei dem sich Pierre eine Wunde am Kopf zuzieht.
Katya nimmt ihn mit in ihr nahegelegenes Loft und versorgt dort die Wunde. Sie unterhalten sich, er interviewt sie. Und es kommt zu einem Kuss, der durch das Klingeln von Katyas Telefon unterbrochen wird. Sie trinken zusammen und unterhalten sich, Pierre zeichnet ihre Gespräche auf. Sein anfängliches Desinteresse für sie scheint überwunden. Sie kommen sich immer wieder näher, werden aber durch Katyas Wutanfälle und das Klingeln ihres Telefons unterbrochen. Pierre ist zwischenzeitlich immer wieder geneigt zu gehen, doch sie hält ihn auf. Als Katya bei einem Telefonanruf das Wohnzimmer verlässt, setzt Pierre sich an ihren Computer und beginnt zu lesen. Er findet ihr digitales Tagebuch und erfährt, dass sie ihren Freund nicht liebt und sich dem Tod nahe fühlt.
Sie kommt wieder ins Zimmer, und der verbale Streit geht weiter. Pierre konfrontiert sie mit dem, was er gelesen hat. Katya wird wütend und traurig, er will sie trösten und bittet sie zu erzählen, was sie bedrückt. Sie treffen eine Vereinbarung: Katya erzählt ihre Geschichte, wenn er im Gegenzug auch ein Geheimnis von sich preisgibt. Beide Geständnisse sollen auf Video aufgenommen werden. Katya liest daraufhin einen weiteren Abschnitt aus ihrem Tagebuch vor, in dem sie schildert, wie sie von ihrer Krebserkrankung erfährt. Er entschuldigt sich für alles Vorgefallene und will gehen, doch sie beharrt darauf, dass auch er erzählen soll.
Pierre berichtet davon, dass er in letzter Zeit Quellen für seine Zeitungsartikel gefälscht hat, und ihn sein Redakteur deshalb zu ihr geschickt habe, da er Pierre nicht mehr vertraut. Doch Katya will mehr wissen. Pierre lässt sich überreden und berichtet vom Drogentod seiner Tochter, der ihn und seine Ex-Frau wieder zusammengebracht hat. Seine Ex-Frau begann zu trinken. Sie rief ihn eines Tages an und bat ihn zu ihr zu kommen. Er ließ sich aber Zeit, und als er später bei ihr eintraf, war sie tot. Er gibt sich die Schuld daran und sagt auf Katyas Nachfrage hin Man könnte sagen, es war Mord.
Katya sagt, sie sei müde und wolle nun ins Bett. Während Pierre seine Sachen zusammensucht, vertauscht sie heimlich die Kassette in der Kamera. Auf dem Weg nach draußen ruft Pierre seinen Redakteur an und berichtet euphorisch von Katyas Krebserkrankung. Kurz darauf, Pierre ist gerade draußen, ruft ihn Katya an. Sie erzählt ihm von den vertauschten Bändern. Ihr Geständnis – die Tagebucheinträge – seien nur Hausaufgaben ihres Schauspiellehrers für ihre neue Rolle in einer Seifenoper gewesen. Und sie fragt, ob sie das Band seinem Redakteur oder der Polizei schicken soll, und legt auf.

## Hintergründe
Der Film wurde in Amsterdam und in New York City gedreht. Seine Weltpremiere fand am 20. Januar 2007 auf dem Sundance Film Festival statt. Es folgten weitere Festivalvorführungen, unter anderen: am 11. Februar 2007 auf den Internationalen Filmfestspielen Berlin, am 16. Mai 2007 auf dem Cannes Film Market, am 18. Oktober 2007 auf dem The Times bfi London Film Festival und am 25. Oktober 2007 auf dem Tokyo International Film Festival. Der Film startete in den ausgewählten Kinos der USA am 13. Juli 2007 und spielte dort ca. 416 Tsd. US-Dollar ein.
Der Film ist eine Hommage Buscemis an den ermordeten Theo van Gogh. In einer kurzen Szene ist Katja Schuurman, die im Original die Rolle der Katya spielt, zu sehen, während sie aus einer Limousine steigt und Pierre anrempelt. Außerdem spielt der Bruder von Steve Buscemi, Michael Buscemi, auch den Bruder von Pierre. Im Film gibt es mehrere Anspielungen auf Theo van Gogh. So heißt der Fan, der Katya um ein Autogramm bittet, Theo, und ein Foto von Theo van Gogh und Katja Schuurman steht in Katyas Wohnung. Außerdem heißt der Transporter, auf den das Taxi auffährt, „Van Gogh Movers“.

## Kritiken und Auszeichnungen
James Berardinelli schrieb auf ReelViews, der Film habe „seine Momente“, er wirke jedoch „etwas erschöpft“ und „unzufriedenstellend“. Die Charaktere seien etwas sanftmütiger als im Originalfilm, was sie weniger abscheulich machen sollte. Die Dialoge seien „intensiv“, aber „eher oberflächlich“.
Mick LaSalle bezeichnete den Film in der San Francisco Chronicle vom 20. Juli 2007 als eine schwarze Komödie. Steve Buscemi könne besser als jemand sonst wie ein Mann wirken, der gerade sein Leben runtergespült habe. Sienna Miller wirke charmant und – trotz des Alters von 25 Jahren – wie eine voll erwachsene Frau.
Das Lexikon des internationalen Films meinte: „US-Remake eines niederländischen Films […], das bei aller spielerischen Leichtigkeit nicht darüber hinweg täuscht, dass es um einen Kampf um Machtverhältnisse geht, in dessen Verlauf die Mechanismen der Mediengesellschaft zutage treten. Ein von überzeugenden Darstellern getragener Show Down, dessen Entwicklung wie eine Versuchsanordnung funktioniert.“
Sienna Miller wurde für den Independent Spirit Award 2008 als beste Hauptdarstellerin nominiert.